# Aurel Golimaș
Aurel Golimaș (n. 20 iunie 1908 - d.?) a fost un istoric și profesor universitar român. 

## Viața și activitatea
Aurel Golimaș și-a încheiat studiile superioare la Iași, iar în 1943 a devenit doctor în istorie. A activat inițial ca profesor secundar în Iași, la Liceul Național, unde preda încă din anul 1941, fiind menționat ca organizator al unor manifestații împotriva generalului Ion Antonescu, pentru care a fost și anchetat de procuratura militară. Mai apoi a fost conferențiar la Universitatea din Craiova. Pe lângă acestea, a devenit și membru al Societății de Științe Istorice (și vicepreședinte pentru filiala din Craiova), al Societății numismatice (președinte al filialei din Craiova) și al Societății slaviștilor din România. 
S-a specializat în istoria medievală și modernă a României și a adus contribuții cu privire la relațiile Moldovei cu Poarta otomană. De asemenea, a susținut popularizarea istorie României în presa din Craiova și la Universitatea locală.

## Opera
- Domnul Moldovei Miron Moghilă Barnovschi, la tricentenarul morții sale, Iași, 1933.
- Lupta decisiva de la Tătăreni si capitularea dărăbanilor deasupra Tăuteștilor, 22 noiembrie 1615, Iași, 1935.
- Despre capuchehăile Moldovei si poruncile Porții către Moldova până la 1829. Contribuții la cunoașterea raporturilor de drept dintre Moldova si turci, Iași, 1943.